# Mohammad Babulfath
Mohammad Reza Babulfath (ur. 17 listopada 1978) – szwedzki zapaśnik walczący w stylu klasycznym. Olimpijczyk z Aten 2004, gdzie zajął dwudzieste miejsce w kategorii 74 kg.
Piąty na mistrzostwach świata w 2005. Czwarty na mistrzostwach Europy w 2003. Dwukrotny medalista mistrzostw nordyckich w latach 2000 - 2007 roku.
Ojciec Tary, brązowej medalistki olimpijskiej z Paryża (2024) w judo.